# 1998 QV67
1998 QV67 är en asteroid i huvudbältet som upptäcktes den 24 augusti 1998 av LINEAR i Socorro County, New Mexico.